# Pierre Lechantre
Pierre Lechantre (Lilla, 2 aprile 1950) è un ex calciatore e allenatore di calcio francese, di ruolo attaccante.

## Carriera

### Calciatore
A livello di calcio giocato Lechantre ha sempre preso parte al campionato francese, vestendo diverse maglie dei club più rappresentativi, tra cui Monaco, Marsiglia e Sochaux.

### Allenatore
In seguito al ritiro dal calcio giocato, avvenuto nel 1987, comincia ad allenare la sua ultima squadra, il Paris FC. Negli anni seguenti gira diversi paesi e ricopre il ruolo di CT in diverse squadre e Nazionali, come il Camerun, selezione con la quale riuscirà a trionfare in Coppa d'Africa nel 2000.

## Palmarès

### Allenatore

#### Club
- Ligue de Paris Île-de-France de football: 1

Paris FC: 1987-1988

#### Nazionale
- Coppa d'Africa: 1

Ghana-Nigeria 2000